# Charles Pic
Charles Pic (* 15. Februar 1990 in Montélimar) ist ein ehemaliger französischer Automobilrennfahrer. Er fuhr 2010 und 2011 in der GP2-Serie. 2012 und 2013 fuhr er in der Formel 1.
Sein jüngerer Bruder Arthur Pic ist ebenfalls Automobilrennfahrer.

## Karriere

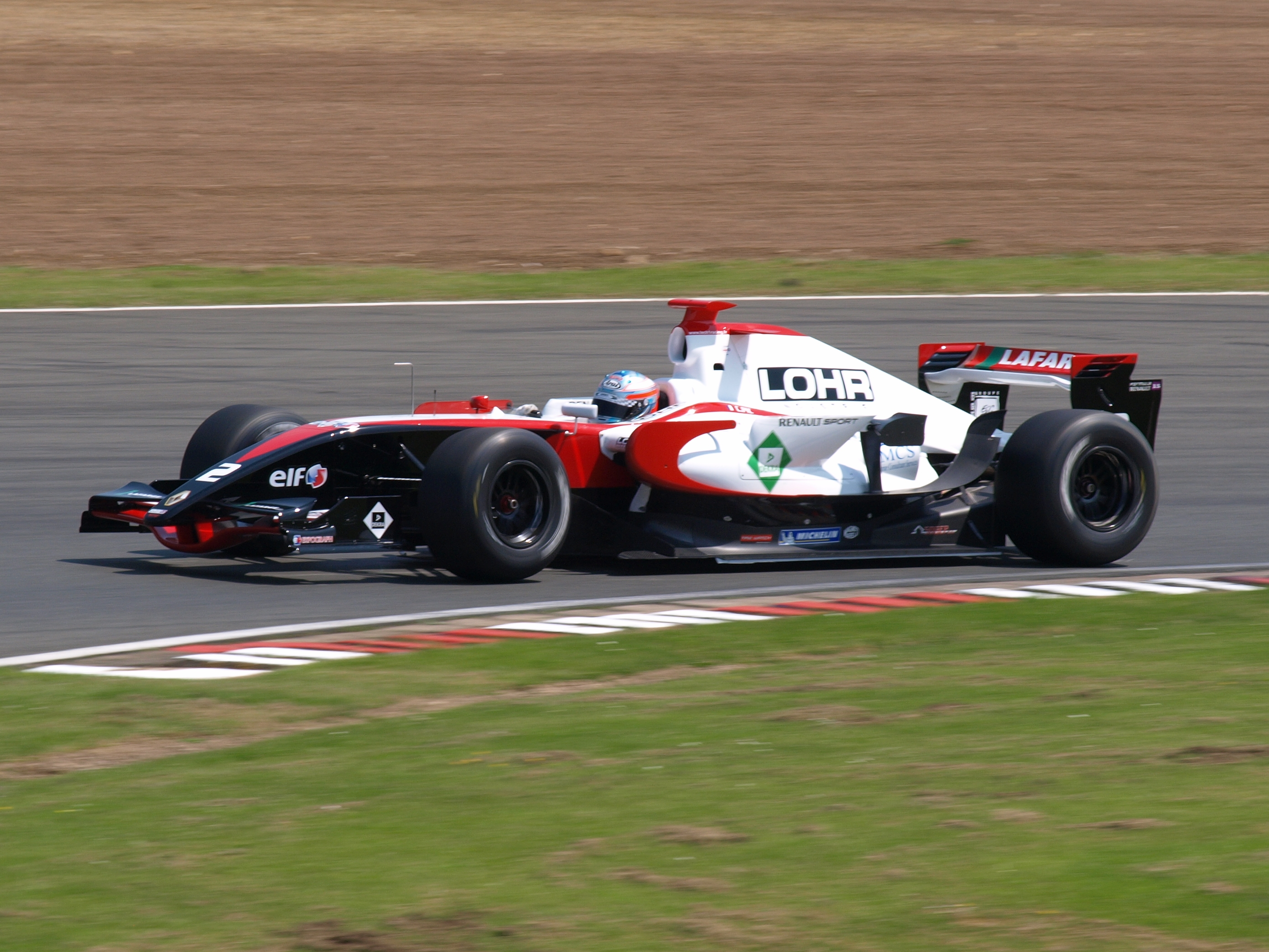
Tech-1-Racing-Fahrer Charles Pic in Silverstone in der Formel Renault 3.5 2008

Nachdem Pic von 2002 bis 2005 im Kartsport aktiv gewesen war, startete er 2006 in der französische Formel Renault Campus, in der er den dritten Platz in der Gesamtwertung belegte. 2007 wechselte Pic zu SG Formula. Er startete sowohl in der französischen Formel Renault, in der er Vierter wurde, als auch im Formel Renault 2.0 Eurocup, in dem er den dritten Gesamtrang belegte. 2008 wechselte Pic zu Tech 1 Racing in die Formel Renault 3.5 und wurde Teamkollege von Julien Jousse. Mit zwei Siegen, u. a. beim prestigeträchtigen Rennen in Monte Carlo, belegte er am Saisonende den sechsten Gesamtrang, während Jousse Vizemeister wurde. 2009 blieb Pic bei Tech 1 Racing und bestritt seine zweite Saison in der Formel Renault 3.5. Pic gewann zwei Rennen und erzielte nur bei vier Rennen keine Punkte. Am Saisonende belegte er hinter Bertrand Baguette und Fairuz Fauzy den dritten Gesamtrang. 2009 wurde Pic zudem vom Renault Driver Development Programm des Renault F1 Teams unterstützt.
Im Winter ging Pic für Arden International in der GP2-Asia-Serie-Saison 2009/2010 an den Start. Am dritten Rennwochenende in Sakhir gelang ihm im Sprintrennen sein erster Sieg. Am Saisonende belegte er den fünften Gesamtrang. Pic nahm 2010 mit Arden International auch an der Hauptserie der GP2 teil. Bei seinem Debütrennen auf dem Circuit de Catalunya gelang ihm auf Anhieb sein erster Sieg in der GP2-Serie, was vor ihm nur Heikki Kovalainen (2005) und Álvaro Parente (2008) gelungen war. Im weiteren Verlauf der Saison erzielte er nur bei vier weiteren Rennen Punkte und belegte am Saisonende den zehnten Gesamtrang. Gegen seinen Teamkollegen Rodolfo González setzte er sich mit 28 zu 4 Punkten deutlich durch. 2011 trat Pic für das Barwa Addax Team in der GP2-Asia- und in der GP2-Serie an. In der GP2-Asia-Serie wurde er 18. in der Gesamtwertung. In der GP2-Serie gewann Pic wie im Vorjahr das Hauptrennen auf dem Circuit de Catalunya. Mit einem weiteren Sieg, den er beim Sprintrennen in Monte Carlo erzielte, und insgesamt fünf Podest-Platzierung beendete er die Saison auf dem vierten Platz in der Meisterschaft. Teamintern setzte er sich damit gegen Giedo van der Garde, der Fünfter wurde, durch. Nach der Saison nahm Pic für Virgin erstmals an Formel-1-Testfahrten teil.
2012 debütierte Pic in der Formel 1 für Marussia, den Nachfolgerennstall von Virgin. Nachdem das neue Auto, der Marussia MR01 vor der Saison nicht rechtzeitig fertig wurde und nicht getestet werden konnte, wurde er beim Saisonauftakt in Australien auf dem 15. Platz gewertet. Seine beste Platzierung in der Saison erzielte er beim letzten Rennen in Brasilien mit einem zwölften Platz. Er wurde 21. im Gesamtklassement und lag damit eine Position hinter seinem Teamkollegen Timo Glock. Zur Formel-1-Saison 2013 wechselte Pic innerhalb der Formel 1 zu Caterham. Zwei 14. Plätze waren seine besten Ergebnisse. Pic beendete die Saison auf dem 20. Gesamtrang. Damit setzte er sich intern gegen seinen Teamkollegen van der Garde durch.
Obwohl Pic ursprünglich für 2014 einen Vertrag mit Caterham besaß, gab Caterham Mitte Januar bekannt, dass Pic in der Saison 2014 nicht für den Rennstall fahren würde. Pic wurde stattdessen Testfahrer bei Lotus und nahm in dieser Funktion auch an einem Freitagstraining teil. Darüber hinaus erhielt Pic für den Beijing ePrix, dem ersten Rennen der neugegründeten FIA-Formel-E-Meisterschaft, ein Cockpit bei Andretti Autosport. Dabei wurde er Vierter. Zum fünften Rennen der FIA-Formel-E-Meisterschaft 2014/15 kehrte Pic bei China Racing für vier Rennen in die Formel E zurück.

## Sonstiges
Pic wird vom ehemaligen Formel-1-Rennfahrer Olivier Panis gemanagt. Sein Vater ist der französische Generalimporteur für Lastkraftwagen von Mercedes-Benz.

## Statistik

### Karrierestationen
| - 2002–2005: Kartsport - 2006: Französische Formel Renault Campus (Platz 3) - 2007: Formel Renault 2.0 Eurocup (Platz 3) - 2007: Französische Formel Renault (Platz 4) - 2008: Formel Renault 3.5 (Platz 6) | - 2009: Formel Renault 3.5 (Platz 3) - 2010: GP2-Asia-Serie (Platz 5) - 2010: GP2-Serie (Platz 10) - 2011: GP2-Asia-Serie (Platz 18) - 2011: GP2-Serie (Platz 4) | - 2011: Formel 1 (Testfahrer) - 2012: Formel 1 (Platz 21) - 2013: Formel 1 (Platz 20) - 2014: Formel 1 (Testfahrer) - 2015: Formel E (Platz 18) |

### Statistik in der Formel-1-Weltmeisterschaft
Diese Statistik umfasst alle Teilnahmen des Fahrers an der Formel-1-Weltmeisterschaft.

#### Gesamtübersicht
| Saison | Team             | Chassis       | Motor           | Rennen | Siege | Zweiter | Dritter | Poles | schn. Rennrunden | Punkte | WM-Pos. |
| ------ | ---------------- | ------------- | --------------- | ------ | ----- | ------- | ------- | ----- | ---------------- | ------ | ------- |
| 2012   | Marussia F1 Team | Marussia MR01 | Cosworth 2.4 V8 | 20     | –     | –       | –       | –     | –                | –      | 21.     |
| 2013   | Caterham F1 Team | Caterham CT03 | Renault 2.4 V8  | 19     | −     | −       | −       | −     | −                | −      | 20.     |
| Gesamt | Gesamt           | Gesamt        | Gesamt          | 39     | −     | –       | –       | −     | –                | –      |         |

#### Einzelergebnisse
| Saison | 1  | 2  | 3   | 4   | 5   | 6  | 7  | 8  | 9  | 10  | 11 | 12 | 13 | 14  | 15  | 16 | 17  | 18  | 19 | 20 |
| ------ | -- | -- | --- | --- | --- | -- | -- | -- | -- | --- | -- | -- | -- | --- | --- | -- | --- | --- | -- | -- |
| 2012   |    |    |     |     |     |    |    |    |    |     |    |    |    |     |     |    |     |     |    |    |
| 15*    | 20 | 20 | DNF | DNF | DNF | 20 | 15 | 19 | 20 | 20  | 16 | 16 | 16 | DNF | 19  | 19 | DNF | 20  | 12 |    |
| 2013   |    |    |     |     |     |    |    |    |    |     |    |    |    |     |     |    |     |     |    |    |
| 16     | 14 | 16 | 17  | 17  | DNF | 18 | 15 | 17 | 15 | DNF | 17 | 19 | 14 | 18  | DNF | 19 | 20  | DNF |    |    |

| Legende  | Legende            | Legende                                                          |
| Farbe    | Abkürzung          | Bedeutung                                                        |
| -------- | ------------------ | ---------------------------------------------------------------- |
| Gold     | –                  | Sieg                                                             |
| Silber   | –                  | 2. Platz                                                         |
| Bronze   | –                  | 3. Platz                                                         |
| Grün     | –                  | Platzierung in den Punkten                                       |
| Blau     | –                  | Klassifiziert außerhalb der Punkteränge                          |
| Violett  | DNF                | Rennen nicht beendet (did not finish)                            |
| Violett  | NC                 | nicht klassifiziert (not classified)                             |
| Rot      | DNQ                | nicht qualifiziert (did not qualify)                             |
| Rot      | DNPQ               | in Vorqualifikation gescheitert (did not pre-qualify)            |
| Schwarz  | DSQ                | disqualifiziert (disqualified)                                   |
| Weiß     | DNS                | nicht am Start (did not start)                                   |
| Weiß     | WD                 | zurückgezogen (withdrawn)                                        |
| Hellblau | PO                 | nur am Training teilgenommen (practiced only)                    |
| Hellblau | TD                 | Freitags-Testfahrer (test driver)                                |
| ohne     | DNP                | nicht am Training teilgenommen (did not practice)                |
| ohne     | INJ                | verletzt oder krank (injured)                                    |
| ohne     | EX                 | ausgeschlossen (excluded)                                        |
| ohne     | DNA                | nicht erschienen (did not arrive)                                |
| ohne     | C                  | Rennen abgesagt (cancelled)                                      |
| ohne     | keine WM-Teilnahme |                                                                  |
| sonstige | P/fett             | Pole-Position                                                    |
| sonstige | 1/2/3/4/5/6/7/8    | Punktplatzierung im Sprint-/Qualifikationsrennen                 |
| sonstige | SR/kursiv          | Schnellste Rennrunde                                             |
| sonstige | *                  | nicht im Ziel, aufgrund der zurückgelegten Distanz aber gewertet |
| sonstige | ()                 | Streichresultate                                                 |
| sonstige | unterstrichen      | Führender in der Gesamtwertung                                   |

### Einzelergebnisse in der FIA-Formel-E-Meisterschaft
| Jahr    | Team               | 1   | 2   | 3   | 4   | 5   | 6   | 7   | 8   | 9   | 10  | 11  | Punkte | Rang |
| ------- | ------------------ | --- | --- | --- | --- | --- | --- | --- | --- | --- | --- | --- | ------ | ---- |
| 2014/15 | Andretti Autosport | BEI | PUT | PUN | BUE | MIA | LBH | MON | BER | MOS | LON | LON | 16     | 18.  |
| 2014/15 | Andretti Autosport | 4   |     |     |     |     |     |     |     |     |     |     | 16     | 18.  |
| 2014/15 | China Racing       |     |     |     |     | 17  | 16  | 8   | 16° |     |     |     | 16     | 18.  |

| Legende                      | Legende       | Legende                                                                 |
| Farbe                        | Abkürzung     | Bedeutung                                                               |
| ---------------------------- | ------------- | ----------------------------------------------------------------------- |
| Gold                         | —             | Sieger                                                                  |
| Silber                       | —             | 2. Platz                                                                |
| Bronze                       | —             | 3. Platz                                                                |
| Grün                         | —             | Platzierung in den Punkten                                              |
| Blau                         | —             | Klassifiziert außerhalb der Punkteränge                                 |
| Violett                      | DNF           | Rennen nicht beendet                                                    |
| Violett                      | NC            | nicht klassifiziert                                                     |
| Rot                          | DNQ           | nicht qualifiziert                                                      |
| Schwarz                      | DSQ           | disqualifiziert                                                         |
| Weiß                         | DNS           | nicht am Start                                                          |
| Weiß                         | WD            | zurückgezogen                                                           |
| Weiß                         | C             | Rennen abgesagt                                                         |
| Blanko                       |               | nicht teilgenommen                                                      |
| Blanko                       | DNP           | gemeldet, aber nicht teilgenommen                                       |
| Blanko                       | INJ           | verletzt oder krank                                                     |
| Blanko                       | EX            | ausgeschlossen                                                          |
| sonstige Formate und Zeichen | P/fett        | Pole-Position                                                           |
| sonstige Formate und Zeichen | kursiv        | Schnellste Rennrunde (ab 2017/18: Schnellste Rennrunde der ersten Zehn) |
| sonstige Formate und Zeichen | unterstrichen | Führender in der Gesamtwertung                                          |
| sonstige Formate und Zeichen | °             | FanBoost                                                                |
| sonstige Formate und Zeichen | *             | nicht im Ziel, aufgrund der zurückgelegten Distanz aber gewertet        |
| sonstige Formate und Zeichen | ( )           | Streichresultat                                                         |